# Steve Downing
Steve Downing, né le 9 septembre 1950 à Indianapolis, dans l'Indiana, est un ancien joueur américain de basket-ball. Il évolue durant sa carrière au poste d'ailier fort.

## Palmarès
- Champion NBA en 1974 avec les Celtics de Boston